# Distrikt Pucará (Huancayo)
Der Distrikt Pucará liegt in der Provinz Huancayo in der Region Junín in Zentral-Peru. Der Distrikt wurde am 6. Dezember 1918 gegründet. Er besitzt eine Fläche von 111 km². Beim Zensus 2017 wurden 5006 Einwohner gezählt. Im Jahr 1993 lag die Einwohnerzahl bei 6539, im Jahr 2007 bei 5655. Sitz der Distriktverwaltung ist die 3362 m hoch gelegene Kleinstadt Pucará mit 2301 Einwohnern (Stand 2017). Pucará befindet sich 13,5 km südsüdöstlich der Provinz- und Regionshauptstadt Huancayo.

## Geographische Lage
Der Distrikt Pucará befindet sich im Andenhochland zentral in der Provinz Huancayo. Das Areal liegt östlich des Río Mantaro an den westlichen Ausläufern der peruanischen Zentralkordillere. Im Osten des Distrikts befindet sich der 83 ha große See Laguna Perhuacocha.
Der Distrikt Pucará grenzt im Südwesten an den Distrikt Cullhuas, im Nordwesten an den Distrikt Sapallanga sowie im Osten an den Distrikt Pazos (Provinz Tayacaja).

## Ortschaften
Im Distrikt gibt es neben dem Hauptort folgende größere Ortschaften:
- Asca (584 Einwohner)
- Marcavalle (241 Einwohner)
- Pachachaca (326 Einwohner)
- Patala
- Raquipa
- Suclla
- Talhuis